# نور الدين دافرونوف
نور الدين دافرونوف (بالطاجيكية: Нуриддин Давронов)؛ (ولد في 16 يناير 1991) هو لاعب كرة قدم طاجيكستاني يجيد اللعب كلاعب وسط لصالح نادي استقلال ومنتخب طاجيكستان لكرة القدم.

## أهداف دولية
آخر تحديث المباراة التي لعبت في 10 أكتوبر 2017.
| #  | التاريخ        | المكان                                       | الخصم     | التسجيل | النتيجة | المنافسة                               | المرجع |
| -- | -------------- | -------------------------------------------- | --------- | ------- | ------- | -------------------------------------- | ------ |
| 1. | 23 مارس 2011   | ملعب كرة القدم الوطني، ماليه، المالديف       | كمبوديا   | 1–0     | 3–0     | تصفيات كأس التحدي الآسيوي 2012         |        |
| 2. | 9 مارس 2012    | ملعب داسارات رانغاسالا، كاتماندو، نيبال      | الهند     | 2–0     | 2–0     | كأس التحدي الآسيوي 2012                |        |
| 3. | 14 أغسطس 2013  | ملعب 20 عامًا من الاستقلال، خوجاند، طاجيكستان | الهند     | 1–0     | 3–0     | مباراة ودية                            |        |
| 4. | 4 مايو 2014    | ملعب بامير، دوشنبه، طاجيكستان                | أفغانستان | 1–0     | 1–0     | ودية                                   |        |
| 5. | 8 أغسطس 2014   | ملعب بامير، دوشنبه، طاجيكستان                | ماليزيا   | 4–1     | 4–1     | ودية                                   |        |
| 6. | 31 مارس 2015   | ملعب بامير، دوشنبه، طاجيكستان                | سوريا     | 1–2     | 2–3     | ودية                                   | [ 1 ]  |
| 7. | 5 أكتوبر 2016  | ملعب بامير، دوشنبه، طاجيكستان                | فلسطين    | 1–0     | 3–3     | ودية                                   | [ 2 ]  |
| 8. | 10 أكتوبر 2017 | الملعب المركزي، حصار، طاجيكستان              | نيبال     | 1–0     | 3–0     | تصفيات كأس آسيا 2019 – المرحلة الثالثة | [ 3 ]  |

## وصلات خارجية
- نور الدين دافرونوف على موقع الاتحاد الدولي (مؤرشف)  (الإنجليزية)
- نور الدين دافرونوف على موقع قاعدة بيانات كرة القدم.إي يو (الإنجليزية)
- نور الدين دافرونوف على موقع ناشيونال فوتبول تيمز (الإنجليزية)
- نور الدين دافرونوف على موقع Soccerway.com (الإنجليزية)